# Yngve Lindegren
Yngve Reimar Lindegren (* 26. April 1912; † 9. April 1990) war ein schwedischer Fußballspieler. Der Stürmer spielte in den 1930er Jahren für den Göteborger Verein Örgryte IS in der Allsvenskan, in der er 1939 den Titel des Torschützenköniges errang.

## Werdegang
In der Spielzeit 1933/34 trat Lindegren erstmals als Torschütze für den Klub in der höchsten schwedischen Liga in Erscheinung. Mit dem seinerzeitigen Rekordmeister – die Titel resultierten jedoch allesamt aus der Zeit vor Einführung der Allsvenskan als höchster Spielklasse – belegte er Plätze im mittleren Tabellenbereich. In der Spielzeit 1938/39 glänzte er als mehrfacher Torschütze, wobei er einmal dreifach und fünfmal zweifach in einem Spiel traf. Mit insgesamt 16 Saisontoren teilte er sich am Saisonende mit Ove Andersson von Malmö FF und dem für den AIK auflaufenden Erik Persson den Titel des Torschützenkönigs der Allsvenskan. In der folgenden Spielzeit erzielte er nur noch fünf Saisontore. Parallel blieb auch beim Verein der Erfolg aus, als Tabellenvorletzter stieg er gemeinsam mit Hammarby IF in die zweite Liga ab. Über den weiteren Werdegang sind derzeit keine Informationen verfügbar.